# 3-й провулок Короленка (Житомир)
3-й провулок Короле́нка — провулок в Богунському районі міста Житомира.     

## Характеристики
Розташований у північно-західній частині міста, в історичній місцевості Нова Рудня.             
Бере початок з вулиці Короленка. Г-подібний на плані. Прямує на південь та далі схід та завершується кутком, упираючись в тил садиб Артільного провулка.             
Громадський транспорт по провулку не курсує. Найближчі зупинки маршрутного таксі — на відстані від 150 до 400 м.             

Забудова провулку — садибна житлова.

## Історичні відомості
Провулок почав формуватися на вільних від забудови угіддях після Другої світової війни. Провулок та його забудова сформувалися до 1960-х років. До 1958 року мав назву Руднянський. У 1958 році провулку надано сучасну назву. 
Протягом ХІХ та упродовж перших десятиліть ХХ ст. землі, де розташований провулок перебували у передмісті Нова Рудня. 
На місці, де сформувався початок провулка, протягом середини ХІХ ст. — середини ХХ ст. проходила межа між угіддями (що розташовувалися зі східної сторони від нинішнього провулка) та садибою уздовж Руднянської дороги (розташовувалася на захід відносно початку провулка, нині на її місці розташовані будинки №№ 89/2 — 93 по вулиці Короленка). 
За місцем розташування решти провулка до середини ХХ ст. знаходилися угіддя, що тягнулися від нинішнього Артільного провулка до берегів річки Кам'янки. 